# Улиеш (Муреш)
Улиеш (рум. Ulieș) насеље је у Румунији у округу Муреш у општини Рачу. Oпштина се налази на надморској висини од 373 m.

## Становништво
Према подацима из 2002. године у насељу је живело 554 становника.

### Попис2002.
| Расподела становништва по националности 2002.‍ | Расподела становништва по националности 2002.‍ | Расподела становништва по националности 2002.‍ | Расподела становништва по националности 2002.‍ | Расподела становништва по националности 2002.‍ |
| --------------------------------------------- | --------------------------------------------- | --------------------------------------------- | --------------------------------------------- | --------------------------------------------- |
|                                               |                                               |                                               |                                               |                                               |
| Румуни                                        | Румуни                                        |                                               | 401                                           | 72,4%                                         |
| Мађари                                        | Мађари                                        |                                               | 67                                            | 12,1%                                         |
| Роми                                          | Роми                                          |                                               | 86                                            | 15,5%                                         |